# 和為貴
和為貴姑娘（瑞典語：Hildur Kristine Hermanson，1901年—1992年6月19日），暱稱「虎姑娘」、「虎姑婆」、"Hermie"或"Miss Wash"，是一位生於瑞典北部、成長於加拿大農村並長年服務於臺灣的長老教會醫療傳教士。她曾冒險於二二八事件中搶救傷患。

## 生平
1931年，和為貴姑娘以醫療傳教士的身分首次抵達臺灣。很快的，她就成為了淡水馬偕醫院的護理部門主管，並為醫院建立一套護理人員的訓練系統。
1940年，和為貴姑娘與其他大多外國籍傳教士都被日本殖民當局要求離開臺灣；隨著戰爭來到尾聲，她再次以聯合國善後救濟總署成員身分返回臺灣協助重建馬偕醫院。
後來，和為貴姑娘目擊了二二八事件的發生，並率領其他護理人員冒著生命危險將市街上的傷患一一運至醫院內急救。
1950年，和為貴姑娘開始前往臺灣偏遠鄉村地區，提供關於婦女與基本健康問題的醫療服務並宣導衛教知識。
自1961年至1965年退休前，和為貴姑娘奉獻其大部分心力於原住民的醫療福音宣教。
回到加拿大後，和為貴姑娘仍持續為改進社會奉獻心力。1990年，她獲溫哥華神學院頒發榮譽博士學位，以表揚其於加拿大與臺灣之貢獻。

## 外部連結
- . www.laijohn.com.   [2016-11-27]. （原始内容存档于2020-01-18）.
- HILDUR HERMANSON, RN, “MISS CLEAN” « A Donald MacLeod（页面存档备份，存于）
- 馬偕醫護管理專科學校-About MKC